# ANT-14
ANT-14 Prawda – radziecki samolot pasażerski, skonstruowany w biurze konstrukcyjnym A. Tupolewa

## Historia
W marcu 1930 roku biuro konstrukcyjne Andrieja Tupolewa otrzymało polecenie opracowania samolotu pasażerskiego zdolnego do lotu na trasie Moskwa – Władywostok bez lądowania. Do opracowania tego samolotu przystąpiła grupa konstruktorów w składzie: Władimir Pietlakow – konstrukcja płatów, Aleksandr Archangielski – konstrukcja kadłuba, N. Niekrasowa – konstrukcja stateczników i I. Pogosski – konstrukcja silników.
W konstrukcji samolotu, który otrzymał oznaczenie ANT-14 zastosowano wiele elementów opracowanych dla samolotu bombowego ANT-6, co pozwoliło na skrócenie okresu projektowania. Już w październiku 1930 roku była gotowa makieta samolotu i rozpoczęto budowę samolotu. Samolot był gotowy 30 lipca 1931 roku i w dniu 14 sierpnia 1931 roku został oblatany przez pilota doświadczalnego Michaiła Gromowa.
Po przeprowadzeniu badań okazało się, że jest to dobry samolot. Dodatkowo zaistniała możliwość dodania dodatkowych czterech miejsc pasażerskich. Pomimo tego samolotu nie wprowadzono do produkcji seryjnej z uwagi, gdyż jak stwierdzono nie byłoby dostatecznej ilości pasażerów na trasie Moskwa – Władywostok dla której został wybudowany.
W 1930 roku opracowano także wersję bombową tego samolotu, która miała możliwość przenoszenia ładunku bombowego o masie 4000 kg, a także bomby o masie 250 kg i 500 kg. Projekt ten jednak nie został zrealizowany.

## Użycie
Samolot ANT-14 w 1931 roku wszedł w skład eskadry propagandowej im. Gorkiego Aerofłotu, otrzymał wtedy nazwę Правда (pol. Prawda) i stał się flagowym samolotem Aerofłotu. W składzie tej eskadry wykonał łącznie ponad 1000 lotów i przewiózł ok. 40 tys. pasażerów. Zazwyczaj loty wykonywał w rejonie Moskwy, wyjątkiem były lot do Charkowa i Leningradu. W 1935 roku wykonał on także lot do Bukaresztu na międzynarodową wystawę lotniczą.  Ostatecznie został wycofany z użycia w 1941 roku.
Po wycofaniu z lotów został umieszczony w Parku im. Gorkiego w Moskwie, gdzie służył w czasie wojny jako kino. Pozostając na ziemi uległ zniszczeniu i został zezłomowany.

## Opis konstrukcji
Samolot pasażerski ANT-14 to centropłat o konstrukcji metalowej. Napęd stanowiło pięć silników, jeden umieszczony w kadłubie, cztery pozostałe w gondolach na skrzydłach.
W kadłubie umieszczono kabinę pasażerską wyposażoną w siedzenia pochodzące  z wyposażenia luksusowych pasażerskich wagonów kolejowych.